# Berthe Edersheim

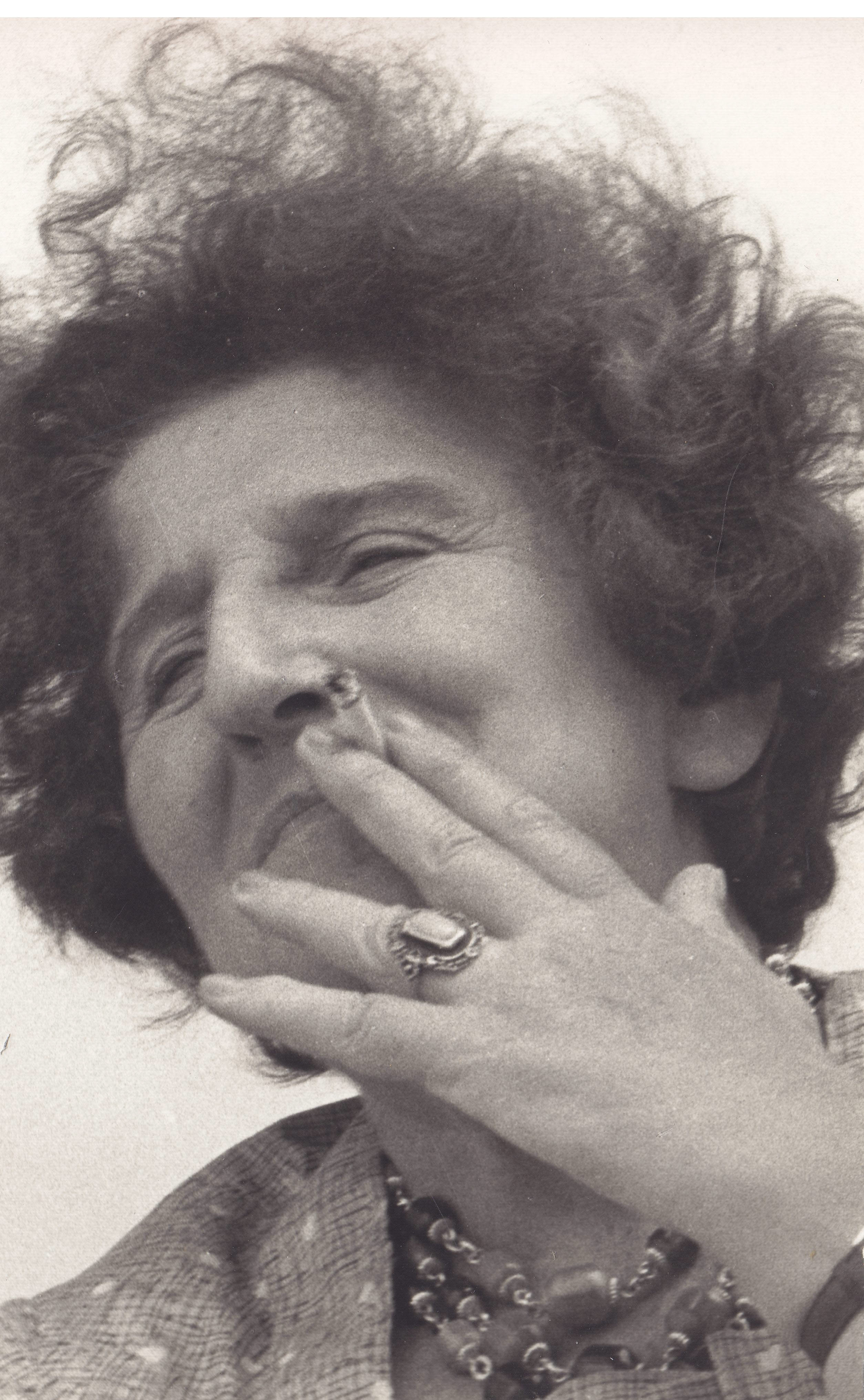
Berthe Edersheim

Bertha Helena Henriette (Berthe) Edersheim (Ehename auch Edersheim-Meurs; geboren 5. September 1901 in Den Haag; gestorben 26. April 1993 in Eindhoven) war eine niederländische Malerin.

## Leben
Edersheim wuchs in einer wohlhabenden, jüdisch-assimilierten Haager Familie als mittleres von drei Kindern auf. Ihre Mutter Hubje Edersheim stammte aus der Familie van den Bergh, ihr Vater David Edersheim war Co-Direktor der Papierfabrik S.V.H. (Simons-Veerkade-Haag). Ihr älterer Bruder Maurits starb im Alter von siebzehn Jahren. Leni, ihre jüngere Schwester wurde Geigerin.
Vermutlich besuchte sie die Höhere Bürgerschule für Mädchen (hbs) in Den Haag. Sie durfte danach nicht studieren, verfolgte aber ihren Berufswunsch Malerin, indem sie mit Freundinnen ein Studio anmietete und gelegentlich Malunterricht nahm, unter anderem bei Charley Toorop. 1922 lernte sie die österreichische expressionistische Malerin Marie-Luise von Motesiczky kennen, mit der sie in den Wintern 1925 und 1926 auch zusammen in Paris lebte. Die beiden teilten ein Studio und studierten an der Académie de la Grande Chaumière in Montparnasse, bei Roger Bissière und André Lhote. Daneben gab sie einige Zeit im Zwaluwnest, einer Einrichtung für benachteiligte jüdische Mädchen in Den Haag, Englisch- und Malunterricht. Dort lernte sie die spätere Schriftstellerin Josepha Mendels kennen, mit der sie eine lebenslange Freundschaft und Lebenspartnerschaft verbinden sollte.
Nachdem sie 1930 in Paris (im Atelier von Jacques Lipchitz) den Maler Harmen Meurs kennengelernt hatte, zog sie im Oktober 1931 von Den Haag zu ihm nach Amsterdam, um seine Assistentin zu werden und ihn 1937 zu heiraten. Sie schloss sich wie er der Künstlervereinigung De Onafhankelijken (deutsch: die Unabhängigen) an, einem niederländischen Pendant zur Société des Artistes Indépendants in Paris. In den Jahren von 1933 bis 1936 beteiligte sie sich regelmäßig mit Arbeiten an den jährlichen oder halbjährlichen Ausstellungen der Gruppe im Stedelijk Museum.
Während des Zweiten Weltkriegs und der deutschen Besatzung entging Berthe Edersheim als jüdische Partnerin in einer „Mischehe“ den schlimmsten Repressalien und der Deportation. Auch Teile ihrer Familie überlebten den Krieg.
1958 trennte sie sich von ihrem Ehemann und zog nach der Scheidung nach Paris zu Josepha Mendels, mit der sie bis zu ihrem Tod zusammenlebte. Sie bereiste Indien und fand dort Inspiration für eine Reihe von Bildern, die auch ausgestellt wurden. Sie hatte ein Studio, machte lange Reisen, ging 1978 nach Marokko und lernte in den sechziger Jahren Russisch.
Nachdem Josepha Mendels nach einer Operation 1992, die sie stark beeinträchtigt hatte, von ihrem Sohn nach Eindhoven in ein Pflegeheim geholt worden war, besorgte ihre Familie kurz darauf auch Berthe Edersheim eine Wohnung in der Nähe. Drei Monate nach ihrem Umzug starb sie am 26. April 1993. Ihre Asche wurde in einer kleinen Trauerfeier in einem Wald verstreut.

## Werk
Zu Berthe Edersheims Motiven gehörten figürliche Darstellungen, Hafenansichten, Landschaften, Porträts, Stadtansichten und Stillleben.

## Ausstellungen

### Niederlande
- 1933–36 De Onafhankelijken, Stedelijk Museum, Amsterdam[8]
- 1948 Vereniging Beeldende Kunst, Arnhem
- 1950 Kunstzaal Plaats, Den Haag
- 1954–56 Arnhem en Amersfoort[15]
- 1975 Grand Hôtel Cocagne, Eindhoven[16]
- 1989 Theater de Lieve Vrouw, Amersfoort

### Frankreich (Auswahl)
- 1964, 1972, 1981 Institut néerlandais, Paris[17][18]
- 1968, 1969 und 1970 Mairie de Sallanches (Haute-Savoie)[17]

## Arbeiten in Sammlungen
- Deportation, 1960, Tinte auf Papier, Jüdisches Museum Amsterdam